# Emberiza capensis
Emberiza capensis е вид птица от семейство Овесаркови (Emberizidae).

## Разпространение
Видът е разпространен в Ангола, Ботсвана, Замбия, Зимбабве, Лесото, Малави, Мозамбик, Намибия, Свазиленд, Танзания и Южна Африка.